# Софізм Еватла
«Софізм Еватла» чи парадокс суду — юридичний софізм, про який уперше повідомляється в творі давньогрецького софіста Протагора (481—411 до н. е.) під назвою «Позов про плату».
Учень Протагора, Еватл, навчався відстоювати позицію в суді. Згідно з угодою, він мусив сплатити за навчання після першої виграної в суді справи. Але Еватл відмовився брати участь у будь-якому суді. Тоді Протагор подав позов на Еватла і якби учень виграв його, щоб не платити, то парадоксально мусив би заплатити згідно з угодою.

## Зміст парадоксу
Еватл брав уроки софістики у Протагора за домовленістю, що гонорар він сплатить лише в тому випадку, коли після закінчення навчання виграє свій перший судовий процес. Але отримавши потрібні знання, Еватл не взяв на себе відповідальність за ведення жодного судового процесу і тому вважав не доцільним сплачувати гонорар Протагору. Тоді викладач попередив, що подасть скаргу до суду, говорячи учню при цьому таке: «Чи змусять тебе судді сплатити гонорар, чи ні, в обох випадках ти будеш зобов'язаний сплатити належні мені гроші. У першому разі через вирок суду, в іншому — згідно з нашою з тобою угодою, бо ти виграв перший судовий процес». Проте Еватл, обізнаний завдяки Протагору в софістиці, відповідав: «У жодному разі я не розрахуюсь з вами. Коли мене присудять до сплати, то я, програвши свій перший судовий процес як юрист, не сплачу через наш з вами договір, коли мене не присудять до сплати гонорару, то я не заплачу вам відповідно до вироку суду, вигравши свій перший судовий процес як відповідач».

## Розв'язок
Парадокс можна розв'язати, звернувшись до мети навчання, яке отримував Еватл. Протагор мав на увазі, що відстоюванням позиції в суді учнем стане професійним заняттям, а не відбудеться одноразово.